# Marina Rajčić
Marina Rajčić (rođena Vukčević, Podgorica, 24. kolovoza 1993.), crnogorska rukometašica koja igra na poziciji vratarke. Igra za ŽRK Budućnost (od 2009.) i crnogorsku reprezentaciju. Visoka je 178 cm. Osvojila je crnogorsko prvenstvo i kup 2010. i 2011., Kup pobjednika kupova 2010. i Ligu prvaka 2012. Na juniorskom svjetskom prvenstvu 2010. osvojila je broncu i bila proglašena najboljom vratarkom turnira.

## Vanjske poveznice
- Profil
- Profil na stranici ŽRK Budućnost